# Géraldine Keller
Géraldine Keller (* 7. Dezember 1966 in Strasbourg) ist eine französische Sängerin (Sopran), die sowohl im Bereich der Alten als auch der Neuen Musik und als Improvisationsmusikerin tätig ist.

## Wirken
Keller erwarb zunächst einen Master-Abschluss in bildender Kunst und studierte gleichzeitig am Conservatoire National de Region de Strasbourg Gesang, wobei sie sich auf Jazz und das zeitgenössische Gesangsprepertoire konzentrierte; weiterhin studierte sie zeitgenössischen Tanz und Theater. Sie interpretierte Werke von Giacinto Scelsi, Georges Aperghis, John Cage, Luca Francesconi, Luciano Berio, Karlheinz Stockhausen und György Kurtág und arbeitete mit François Rossé, Gualtiero Dazzi,  Christophe Havel, Hans-Joachim Hespos, Thierry Alla oder José Luis Campana. Daneben ist sie mit Jean-Pierre Drouet und mit Tristan Honsinger auf freie Klangerforschung gegangen. Seit 1992 hat sie an zahlreichen Musik-, Tanz- und Theaterproduktionen in ganz Europa mitgewirkt. Sie war Mitglied der Improvisationsgruppe Da-Go-Bert, die von 1996 bis 2006 bestand, und gehört zu dem ensemble]h[iatus um die Cellistin Martine Altenburger und den Perkussionisten Lê Quan Ninh. Mehrfach führte sie im Rheinland gemeinsam mit der Sängerin Maria Jonas die Komposition Aura Christinae von Norbert Rodenkirchen und Harald Kimmig auf. Im Bereich des Jazz arbeitet sie in den Gruppen von Claude Tchamitchian.

## Diskographie (Auswahl)
- Etienne Rolin: Cross Fire (erol records, 1994)
- François Rossé / Ensemble Proxima Centauri: Per causalidad (Alba Musica 1997)
- Thierry Alla / Ensemble Proxima Centauri: Toiles (Tempéraments 2000)
- Gaston Jung & François Rossé: Sienge un Saawe (Le Drapier 2001)
- Thomas Agergaard: Little Machine (Stunt 2002, mit Peter Fuglsang, Klaus Löhrer, Hank Roberts, Krister Jonsson, Miroslav Vitouš, Jim Black)[4]
- Da-Go-Bert: Pique-nique (Tirouz 2003, mit François Heyer, Jean-Christophe Kaufmann, Pascal Gully)
- Apollo: Adieu les filles (Arfi 2009, mit Jean-Paul Autin, Jean-Luc Cappozzo, Alain Gibert, Gilles Chabenat)
- Franck Vigroux: Broken Circles Live (D’autres cordes 2010, mit Ars nova ensemble instrumental unter der Leitung von Philippe Nahon)
- Jean-Luc Cappozzo, Géraldine Keller: Air Prints (Ayler 2013)
- Claude Tchamitchian Sextet: Traces (Emouvance 2016, Daniel Erdmann, François Corneloup, Philippe Deschepper, Christophe Marguet)
- Peter Jakober / ensemble]h[iatus (Césaré 2017)